# Приключенията на Бъз Бъз
„Приключенията на Бъз Бъз“ (на английски: The Hive) е британски компютърно анимиран сериал, който е излъчен по детския канал Disney Junior. Той е продуциран от The Hive Enterprises Limited с копродукция от DQ Entertainment и е разпространен от Bajuba! Entertainment.
В България сериалът започва излъчване по локалната версия на Disney Channel в блока Disney Junior през 2011 г. Дублажът е нахсинхронен в студио „Александра Аудио“. В него участват Василка Сугарева, Симона Нанова, Стефан Стефанов, Анатолий Божинов, Петър Калчев. Преводът е на Виолета Топалова.